# Khoïniki
Khoïniki (en biélorusse : Хойнікі ; en łacinka : Chojniki ; en russe : Хойники) est une ville de la voblast de Homiel ou oblast de Gomel, en Biélorussie, et le centre administratif du raïon de Khoïniki. Sa population était estimée à 12 500 habitants en 2017.

## Géographie
Khoïniki est située à 70 km au sud-est de Mozyr et à 91 km au sud-ouest de Gomel.

## Histoire
Khoïniki est mentionnée pour la première fois en 1504 comme une dépendance dans le grand-duché de Lituanie. Elle est incorporée à l'Empire russe en 1793, à l'occasion du deuxième partage de la Pologne.
En 1897, la ville, située dans la zone de résidence obligatoire des sujets juifs de l'Empire russe, compte une communauté forte de 1 668 personnes (62 % de la population totale).
En 1919, Khoïniki est rattachée à la république socialiste fédérative soviétique de Russie, puis est transférée en 1927 à la république socialiste soviétique de Biélorussie. Khoïniki est occupée par l'Allemagne nazie du 25 août 1941 au 23 novembre 1943. Le statut de ville lui est accordé le 10 novembre 1967. Elle a été sérieusement affectée en 1986 par la catastrophe de Tchernobyl.

## Population
La ville a vu sa population baisser depuis 1986 et les événements de Tchernobyl.
Recensements (*) ou estimations de la population :
| 1897* | 1923* | 1926* | 1939* | 1959*  |
| ----- | ----- | ----- | ----- | ------ |
| 2 685 | 4 220 | 4 761 | 3 400 | 10 128 |

| 1970* | 1979*  | 1989*  | 1999*  | 2009*  |
| ----- | ------ | ------ | ------ | ------ |
| 9 473 | 15 121 | 17 113 | 15 000 | 13 844 |

| 2013   | 2014   | 2015   | 2016   | 2017   |
| ------ | ------ | ------ | ------ | ------ |
| 13 320 | 13 088 | 12 896 | 12 698 | 12 500 |

## Personnalités
- Viktor Goncharenko (1977-), entraîneur de football biélorusse.
- Volha Khudzenka (1992-), kayakiste biélorusse, médaillée olympique.